# 지장보살본원경 (보물 제1011호)
지장보살본원경(地藏菩薩本願經)은 서울특별시 서대문구, 아단문고에 있는 목판본 불경이다. 1989년 8월 1일 대한민국의 보물 제1011호로 지정되었다.

## 개요
지장보살본원경은 줄여서 ‘지장경’, ‘지장본원경’이라고 부르기도 한다. 지장보살이 여러 가지 방법으로 중생을 교화하고자 노력하여, 죄를 짓고 지옥에서 고통받는 중생들까지도 평등하게 구제하고자 하는 큰 뜻을 세운 경전이다.
단종 1년(1453)에 전라남도 완주의 화암사(花岩寺)에서 만든 것으로, 글씨는 공암(空岩)이 쓰고 대선사 의명(義明)이 목판에 새겼다. 상·중·하 3권을 하나의 책으로 엮었으며, 크기는 세로 28.5cm, 가로 17cm이다. 권 상의 끝부분에 책을 만드는데 관계된 사람의 이름과 책을 만든 장소, 책을 펴내는데 도움을 준 사람들의 이름이 적혀있다.
이 책에는 각 권마다 장수를 표시하기 위한 방법으로 ‘丈(장)’자가 사용되고 있어서 조선 초기 장수 표시 방법을 확인할 수 있는 좋은 자료가 된다. 또 글씨체가 선명한 것으로 보아 판을 새기고 처음 찍어낸 것으로 보인다.

## 참고 자료
- 지장보살본원경 - 국가유산청 국가유산포털